# Acanthophyllum heterophyllum
Acanthophyllum heterophyllum är en nejlikväxtart som beskrevs av Karl Heinz Rechinger. Acanthophyllum heterophyllum ingår i släktet Acanthophyllum och familjen nejlikväxter. Inga underarter finns listade i Catalogue of Life.